# Игор Јурић
Игор Јурић (Суботица, 20. новембар 1973) српски је бивши фудбалер и фудбалски тренер, друштвени активиста и оснивач Фондације „Тијана Јурић”.

## Биографија
Рођен је у 1973. године у Суботици. Играо је  фудбал у ФК Спартак из Суботице, као и неким мањим клубовима. Касније је ту радио као фудбалски тренер. Тренерску каријеру је наставио у Цириху и Бриселу.
Након нестанка његове кћерке Тијане Јурић 26. јула 2014. године у Бајмоку, вратио се у земљу. После потраге која је трајала 12 дана, њено беживотно тело је пронађено у насељу Чонопља код Сомбора. За њено убиство је осуђен месар Драган Ђурић (34) из Сурчина, на 40 година затвора.
Дана 2. јуна 2015. године, основао је непрофитну Фондацију „Тијана Јурић” која се бави активизмом у области заштите безбедности деце у Србији. Фондација је допринела промени Закона о полицији 2015. године. У организацији фондације, Јурић је организовао преко 700 радионица, предавања и трибина.
Прошао је специјалистичке обуке у Белгији, Центру за несталу и злостављану децу у Осијеку, као и Министарству унутрашњих послова Републике Србије.
Приликом усвајања измена Кривичног законика 2019. године, када је уведена казна доживотног затвора, Јурић је био гост на галерији у пленарној сали Дома Народне скупштине Републике Србије, будући да је био иницијатор оваквог решења.
Говори француски језик.
Лист Блиц га је 2015. године уврстио на списак 20 најзначајнијих људи у Србији, док му је недељник НИН доделио признање „Човек године 2017.
Од 2015. године у склопу Центра за несталу и злостављану децу ради на увођењу Амбер алерта у Србији. 